# HeLa
HeLa — линия «бессмертных» клеток, используемая во множестве научных исследований в области биологии и фармакологии.
Линия была получена 8 февраля 1951 года из раковой опухоли шейки матки пациентки по имени Генриетта Лакс (англ. Henrietta Lacks), умершей от этого заболевания 4 октября того же года.
Клетки из опухолевого образования Генриетты были изъяты без её ведома и согласия исследователем Джорджем Гейем, который обнаружил, что в них можно поддерживать жизнь. Ему удалось выделить одну конкретную клетку, размножить её и создать клеточную линию. Джордж назвал их клетками HeLa, по начальным буквам имени Генриетты Лакс. Это первые человеческие клетки, выращенные в лаборатории, которые были «бессмертными» — они не погибали после нескольких делений и могли быть использованы во многих экспериментах.

## Особенности
Клетки HeLa называют «бессмертными», они способны делиться неограниченное число раз, в отличие от обычных клеток, имеющих предел Хейфлика. Это происходит потому, что как и при многих типах раковых опухолей, клетки HeLa производят фермент теломеразу, которая наращивает теломеры на концах ДНК хромосом. Существующая по сей день популяция клеток HeLa унаследована от образцов ткани, извлечённой у Генриетты Лакс. Эти клетки пролиферируют необычайно быстро, даже в сравнении с другими раковыми клетками. Иногда эти клетки заражают культуры других клеток.
Клетки HeLa были с самого начала заражены вирусом папилломы, что часто случается с клетками рака, от которого умерла Генриетта. Клетки HeLa обладают аномальным кариотипом, различные сублинии HeLa имеют 49—78 хромосом, в отличие от нормального кариотипа человека, содержащего 46 хромосом.
Клетки HeLa эволюционировали за эти годы, адаптируясь к росту in vitro, и по причине их разделения возникло несколько ветвей. На данный момент существует несколько линий клеток HeLa, все они происходят от общего предка. Эти линии клеток используют, в том числе, в качестве модели раковых клеток, для исследования механизмов передачи сигнала между клетками и для других целей.

## Использование в исследованиях
Клетки HeLa используются для исследования рака, СПИДа, воздействия радиации и токсичных веществ, картирования генов и множества других научных исследований. Американский вирусолог Джонас Солк использовал клетки HeLa при разработке вакцины от полиомиелита.
В декабре 1960 года клетки HeLa первыми полетели в советском спутнике. В сентябре 1968 года на борту советского космического аппарата «Зонд-5» культуры клеток HeLa облетели вокруг Луны и были возвращены на Землю, войдя, таким образом, в число первых биологических объектов, достигших лунной орбиты.
Многие клеточные культуры, которые ранее считались самостоятельными, были идентифицированы как HeLa. Подобное происходило и с другими клеточными линиями, что привело к созданию Международного комитета идентификации клеточных линий (англ. International Cell Line Authentication Committee, ICLAC).

## Helacyton gartleri
Из-за способности к неограниченному делению и количества хромосом, не характерного для человека, клетки HeLa были описаны Леем ван Валеном как пример создания в современности нового биологического вида, Helacyton gartleri (хелацитон Гартлера), названного в честь Стенли М. Гартлера, исследовавшего эти клетки.
Аргументы за выделение в отдельный вид таковы:
- несоответствие числа хромосом у HeLa и людей;
- экологическая ниша клеток HeLa;
- способность клеток HeLa сохраняться и размножаться за пределами возможного для культур обычных человеческих клеток.

Это определение вида не было всерьез воспринято ведущими биологами-эволюционистами, а также учеными других направлений.
Предлагая выделить клетки HeLa в новый вид, ван Вален также определил новое семейство Helacytidae и род Helacyton.